# Ingrid Ragnvaldsdotter

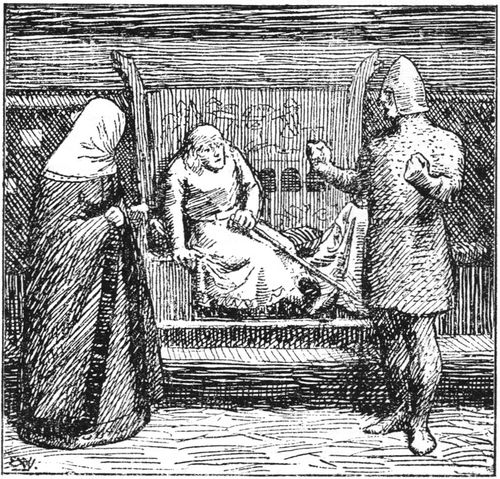
Dronning Ingerid og Gregorius egger kong Inge, teckning av Erik Werenskiold.

Ingrid Ragnvaldsdotter (norska: Ingerid Ragnvaldsdatter), född någon gång under 1100-talets första decennium, död efter 1161, dotter till den svenske kungen Inge den äldres son Ragnvald, var drottning av Norge på 1130-talet.

## Biografi
Ingrid Ragnvaldsdotter gifte sig första gången med den danske kungen Sven Estridssons sonson Henrik Skadelår. Hon fick med honom Magnus, som 1160 dödade den svenske kungen Erik den helige och själv utropade sig till svensk kung.
Sedan Henrik hade stupat i slaget vid Foteviken i Skåne den 4 juni 1134 gifte Ingrid om sig med den norske kungen Harald Gille. Med honom fick hon sonen Inge.
Ingrid Ragnvaldsdotter kom att spela en personlig roll i många händelser under det norska inbördeskriget på 1100-talet. Efter Haralds död 1136 fick hon sin son och styvson erkända som kungar i Norge, och kämpade för deras rättigheter i tronföljdskriget samt fortsatte vara politisk rådgivare åt sin son. Hon stödde också sin son Magnus anspråk på svenska tronen.
Ingrid Ragnvaldsdotter lämnade Norge 1161, varefter hennes vidare öden är okända.

## Familj

### Med Henrik Skadelår
- Magnus Henriksson, kung av Sverige 1160–1161
- Ragnvald, svensk riksjarl
- Burits

### Med Harald Gille
- Inge, kung av Norge 1136–1161

### Med Ivar Sneis (Ívarr sneis)
- Orm Ivarsson

### Med Arne Ivarsson av Stårheim (Árni Ívarsson á Stoðreimi)
- Filip i Herdla (Philippus í Herðlu)
- Nikolas (Nikolás Árnason), biskop och medgrundare av släktgruppen Baglarna
- Inge (Ingi Árnason)
- Margrete (Margrét Árnadóttir), som blev mor till baglarkungen Filip Simonsson